# 梁川バイパス
梁川バイパス（やながわバイパス）は福島県伊達市にある国道349号のバイパス道路である。

## 概要
伊達市梁川地域内の混雑解消・緊急輸送道路整備のため、また近接するやながわ工業団地のアクセス改善のために1985年度（昭和60年度）に事業化された。2004年（平成16年）に南側半分1.43 kmが部分開通、その後2022年（令和4年）9月23日に広瀬大橋を含む残りの北側半分1.32 kmが開通し、全線開通となった。

### 路線データ
- 起点 - 福島県伊達市梁川町西土橋
- 終点 - 福島県伊達市梁川町八幡
- 全長 - 2.75 km
- 幅員 - 6.5 m（20 m）

## 沿革
- 1984年（昭和59年）12月8日 - 当路線を含む都市計画が策定される。
- 1985年（昭和60年）度 - 事業採択される。
- 1986年（昭和61年）度 - 用地買収着手。
- 1989年（平成元年）度 - 工事着手。
- 2004年（平成16年）度 - 起点側1.43 kmが部分開通。
- 2019年（平成31年）1月 - 広瀬大橋上部工工事着手。
- 2022年（令和4年）9月23日 - 梁川町山城舘 - 梁川町八幡 (1.32 km) 開通により、全線開通[1]。
- 2024年（令和6年）4月2日 - 梁川町字東土橋から梁川町八幡字江越に至る旧道区間が国道指定を外され市道へ移管される[3]。

## 接続路線
- 国道349号水戸方面・市道（旧国道349号） （梁川町西土橋 起点）
- 福島県道31号浪江国見線（梁川町西土橋）
- 伊達市道2116号古町線（梁川町山城舘）
- 国道349号仙台方面（梁川町八幡 終点）

終点で接続する梁川大橋は旧梁川橋からの架け替えの際、本バイパス建設を見越し線形が変えられた。

## 道路施設
新桐の木橋
梁川町粟野字北ノ内から梁川町字山城舘に跨り、一級水系阿武隈川水系広瀬川支流伝樋川を渡る。
- 全長：69.5 m
- 幅員：18.8 m
- 形式：連続非合成鋼鈑桁橋
- 竣工：2003年（平成15年）
- 施工：日本車輌

広瀬大橋

## 沿線
- 梁川病院
- 東北電力梁川変電所
- やながわ工業団地
- 広瀬大橋
- 広瀬川
- 阿武隈川